# MG Magnette
O  Magnette é um sedan da MG.